# Alexander Tichonowitsch Gretschaninow

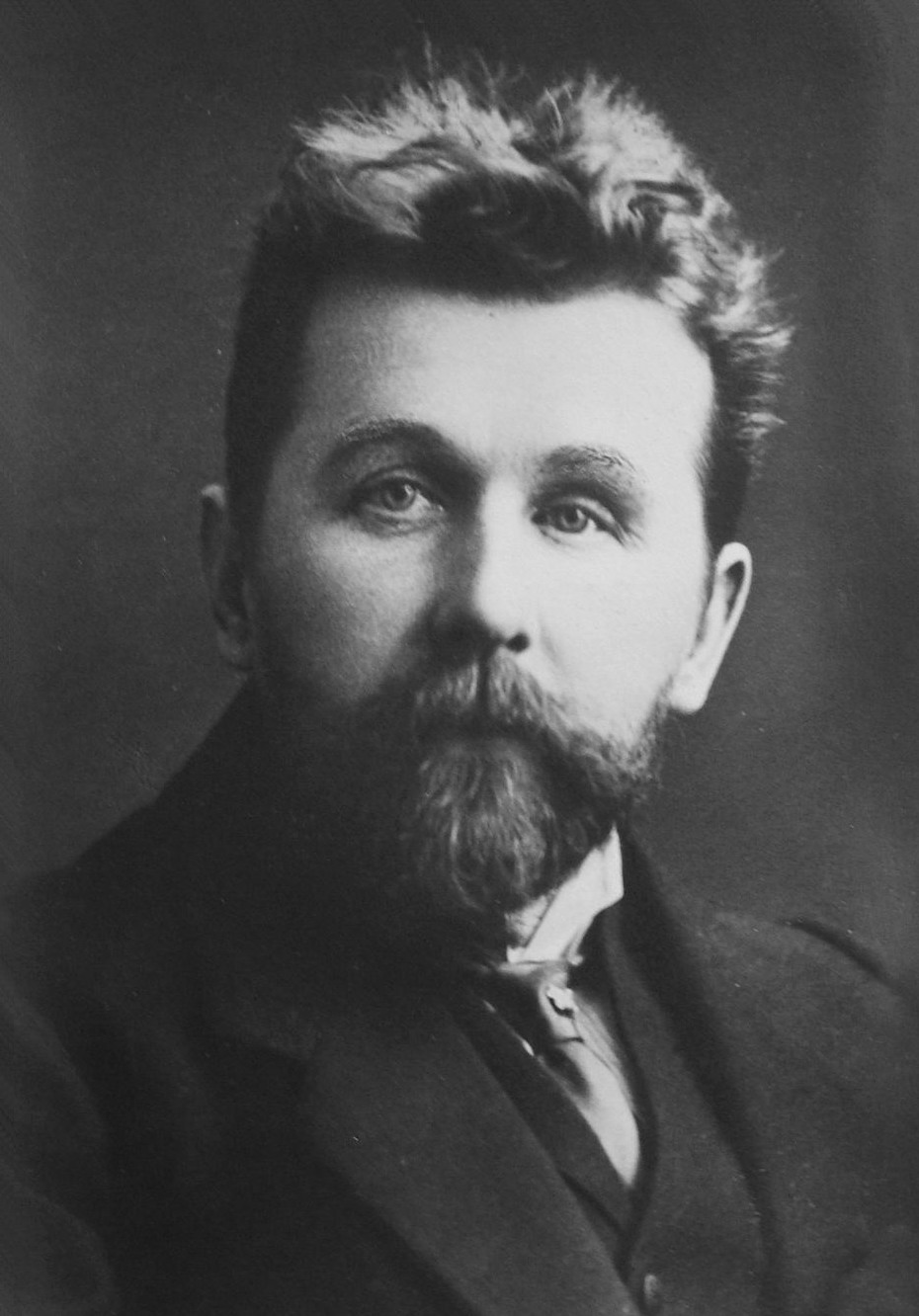
Alexander Tichonowitsch Gretschaninow, 1908 (Postkarte)

Alexander Tichonowitsch Gretschaninow (russisch Александр Тихонович Гречанинов, wiss. Transliteration Aleksandr Tichonovič Grečaninov; * 13.jul. / 25. Oktober 1864greg. in Moskau; † 3. Januar 1956 in New York) war ein russischer Komponist.

## Leben
Gretschaninow machte seine ersten Begegnungen mit Musik in einem kirchlichen Laienchor. Ab 1881 studierte er (gegen den Willen seines Vaters, eines Kaufmanns) Klavier, Kontrapunkt, Harmonielehre und Fugenkomposition sowie Formenlehre am Moskauer Konservatorium u. a. bei Anton Arenski und Sergei Tanejew. 1890 wechselte er ans Sankt Petersburger Konservatorium, um dort bis 1893 Komposition bei Nikolai Rimski-Korsakow zu studieren. Nach ersten Erfolgen als Komponist erfolgte 1896 seine Rückkehr nach Moskau, wo er sich zunächst der Kirchenmusik, später der Bühnenmusik in Form einer Zusammenarbeit mit dem Moskauer Künstlertheater zuwandte. Bis zur Oktoberrevolution unterrichtete Gretschaninow (u. a. am Gnessin-Institut), schrieb für Zeitschriften und wirkte als Dirigent. Herausgehoben werden müssen seine pädagogischen Tätigkeiten (u. a. als Leiter von Kinderchören). 
Nach der Oktoberrevolution, die das Ende einer ursprünglich lebenslangen Pension bedeutete, die er vom Zaren für seine „2. Liturgie des hl. Johannes Chrysostomos“ erhalten hatte, war Gretschaninow verstärkt in öffentlichen Funktionen tätig. 1925 zog er nach Paris, ohne jedoch mit der Sowjetmacht zu brechen. Er unternahm nun häufiger Konzertreisen, bevor er sich 1939 auf Grund der bedrohlichen politischen Situation entschloss, in die USA auszuwandern. Von 1940 an wohnte er in New York. Während des Zweiten Weltkrieges schrieb er mehrfach Kompositionen, die als Unterstützung für die Truppen der Roten Armee gedacht waren. 1946 erhielt er die US-amerikanische Staatsbürgerschaft. Gretschaninow erhielt zeit seines Lebens zahlreiche Preise und Auszeichnungen.

## Stil
Gretschaninows frühe Werke zeigen den Einfluss seines Lehrers Rimski-Korsakow. Später öffnete sich Gretschaninow westlichen Strömungen: zunächst (v. a. in seinen frühen Opern) nahm er Elemente Richard Wagners in seinen Stil auf, ab 1910 orientierte er sich besonders an der neueren französischen Musik. Ein Bezugspunkt blieb für ihn stets Pjotr Iljitsch Tschaikowski. Insgesamt war er trotz eines deutlich „russischen“ Tonfalls vergleichsweise kosmopolitisch orientiert. Allerdings blieb er traditionsverbunden, sodass seine Werke eher konservativ klingen. 
Gretschaninows geistliche Musik ist von den Bestrebungen einer Erneuerung durch Rückbesinnung auf die ältesten russischen Überlieferungen geprägt. Er gilt als Hauptvertreter dieser Bewegung, der sog. „Moskauer Schule“ bzw. „Neuen Richtung“. Häufig widmete sich Gretschaninow Werken für Kinder wie Klavierstücken für Kinder und Kinderopern. Nach seinem Tode geriet der zu Lebzeiten hoch angesehene Gretschaninow schnell in Vergessenheit, während er in der Sowjetunion v. a. wegen seiner Emigration überwiegend ignoriert wurde. Allerdings finden seine geistlichen Werke im heutigen Russland im Zuge der in letzter Zeit zu beobachtenden neuen Religionsverbundenheit zunehmend mehr Beachtung.

## Werke
- Orchesterwerke
  - Symphonie Nr. 1 h-Moll op. 6 (1894)
  - Symphonie Nr. 2 A-Dur op. 27 Pastorale (1902–09)
  - Symphonie Nr. 3 E-Dur op. 100 (1920–24)
  - Symphonie Nr. 4 C-Dur op. 102 (1923/24)
  - Symphonie Nr. 5 g-Moll op. 153 (1936–38)
  - Schauspielmusiken
- Konzerte
  - Violoncellokonzert a-Moll op. 8 (1895)
  - Violinkonzert op. 132 (1932)
  - Konzert für Flöte, Streichorchester und Harfe op. 159 (1938)
- Opern
  - Dobrynja Nikitic op. 22 (1895–1901)
  - Soeur Betrice op. 50 (1908–10)
  - Der Traum des Christbäumchens, Kinderoper op. 55 (1911)
  - Der Kater, der Hahn und der Fuchs, Kinderoper op. 103 (1924)
  - Die Hochzeit op. 180 (1946)
- Andere Vokalmusik
  - 1. Liturgie des hl. Johannes Chrysostomos op. 13 (1897)
  - 2. Liturgie des hl. Johannes Chrysostomos op. 29 (1901)
  - Karwoche op. 58 (1911/1912)
  - Missa oecumenica op. 142 (1933–36)
  - Missa festiva op. 154 (1937)
  - Et in terra pax, Messe op. 166 (1942)
  - Hymne auf ein freies Russland (1917)
  - Vers la victoire (1943)
  - Lieder/Kinderlieder
- Kammermusik
  - 4 Streichquartette (Nr. 1 G-Dur op. 2, 1892/93, Nr. 2 d-Moll op. 70, 1913/14, Nr. 3 c-Moll op. 75, 1915/16, Nr. 4 F-Dur op. 124, 1929)
  - 2 Klaviertrios (Nr. 1 c-Moll op. 38, 1906, Nr. 2 G-Dur op. 128, 1930/31)
  - 2 Violinsonaten (Nr. 1 D-Dur op. 87, 1918/19, Nr. 2 c-Moll op. 137, 1933)
  - Violoncellosonate e-Moll op. 113 (1927)
  - In aller Frühe op. 126b für Violoncello und Klavier
- Klaviermusik
  - Sonate Nr. 1 g-Moll op. 129 (1931)
  - Sonate Nr. 2 op. 174 (1942)
  - kleinere Stücke
  - Kinderstücke